# Бьеркрейм
Бьеркрейм (норв. Bjerkreim) — коммуна в губернии Ругаланн в Норвегии. Административный центр коммуны — город Викесо. Официальный язык коммуны — нюнорск. Население коммуны на 2016 год составляло 2825 человек. Площадь коммуны Бьеркрейм — 650,43 км², код-идентификатор — 1114. На территории коммуны частично расположен геопарк Magma Geopark.

## История населения коммуны
Население коммуны за последние 60 лет.

Статистика коммуны Бьеркрейм